# Nördliche Kaskadenkette
Die Nördliche Kaskadenkette (auch North Cascades) ist ein Teil der Kaskadenkette im westlichen Nordamerika. Sie erstreckt sich beiderseits der Grenze zwischen der kanadischen Provinz British Columbia und dem US-Bundesstaat Washington und wird offiziell in den USA und Kanada als Cascade Mountains (Kaskadenkette) bezeichnet. Der in Kanada liegende Teil ist für US-Amerikaner die Canadian Cascades, eine Bezeichnung, die auch die Berge oberhalb des Ostrandes des Fraser Canyon nordwärts bis zur Stadt Lytton am Zusammenfluss von Thompson River und Fraser River einschließt. Zusammen mit den nordöstlich anschließenden Columbia Mountains durchbrechen sie die zwischen den östlich und westlich verlaufenden Kordillerenketten liegenden innermontanen Plateaus.
Die Nördliche Kaskadenkette ist vorwiegend nicht-vulkanisch, enthält aber die Schichtvulkane Mount Baker, Glacier Peak und Coquihalla Mountain, welche Teil des Vulkanischen Bogens der Kaskaden sind.

## Geographie
Der US-amerikanische Teil der North Cascades und die benachbarte Skagit Range in British Columbia sind wegen ihrer dramatischen Szenerie und der Herausforderungen beim Bergsteigen, die aus dem steilen und zerklüfteten Gelände herrühren, höchst bemerkenswert. Während die meisten Gipfel unter 3.000 m hoch sind, zeigen die tiefer gelegenen Täler ein großartiges Relief und liegen oft über 1.800 m hoch. Die Gipfel des kanadischen Teils sind nicht in derselben Weise vergletschert und umfassen Fels-„Hörner“, die von plateauartigen Hochländern aufragen. Der Manning Provincial Park und der Cathedral Park sind bekannte Gebiete mit alpinen Wiesen, wie es auch an der Westflanke des US-amerikanischen Teils der Fall ist. Teile der US-amerikanischen Seite der Kette sind als Teile des North Cascades National Park geschützt.

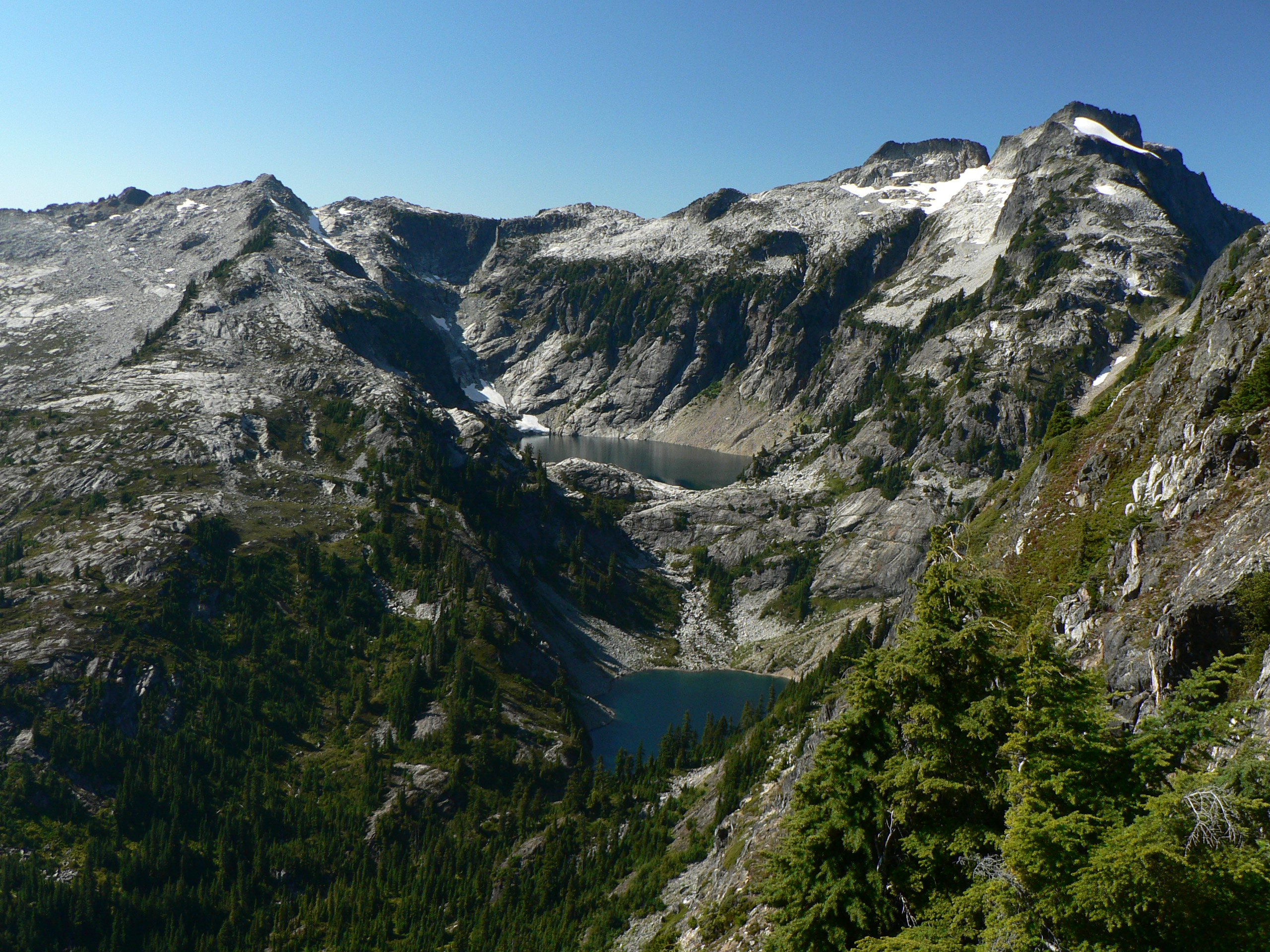
Typische Landschaft im westlichen Teil der North Cascades

Die große Menge an Niederschlägen, viel davon in Form von Schnee, und die daraus resultierende Vergletscherung, kombiniert mit der tektonischen Hebung, erzeugen eine dramatische Landschaft im westlichen Teil der Gebirgskette. Tiefe, von Gletschern im Pleistozän geformte Trogtäler trennen die scharfgradigen Bergketten und Gipfel, die von rezentem Schnee und Eis zu steilen Umrissen geformt wurden.
Die östlichen und nördlichsten Teile der Bergkette sind eher plateauartig in ihrem Charakter, aber auch wie im Fall der nördlichsten Gebiete von tief eingegrabenen Tälern am Rand des Fraser Canyon geprägt, namentlich von dem des Anderson River.

### Ausdehnung

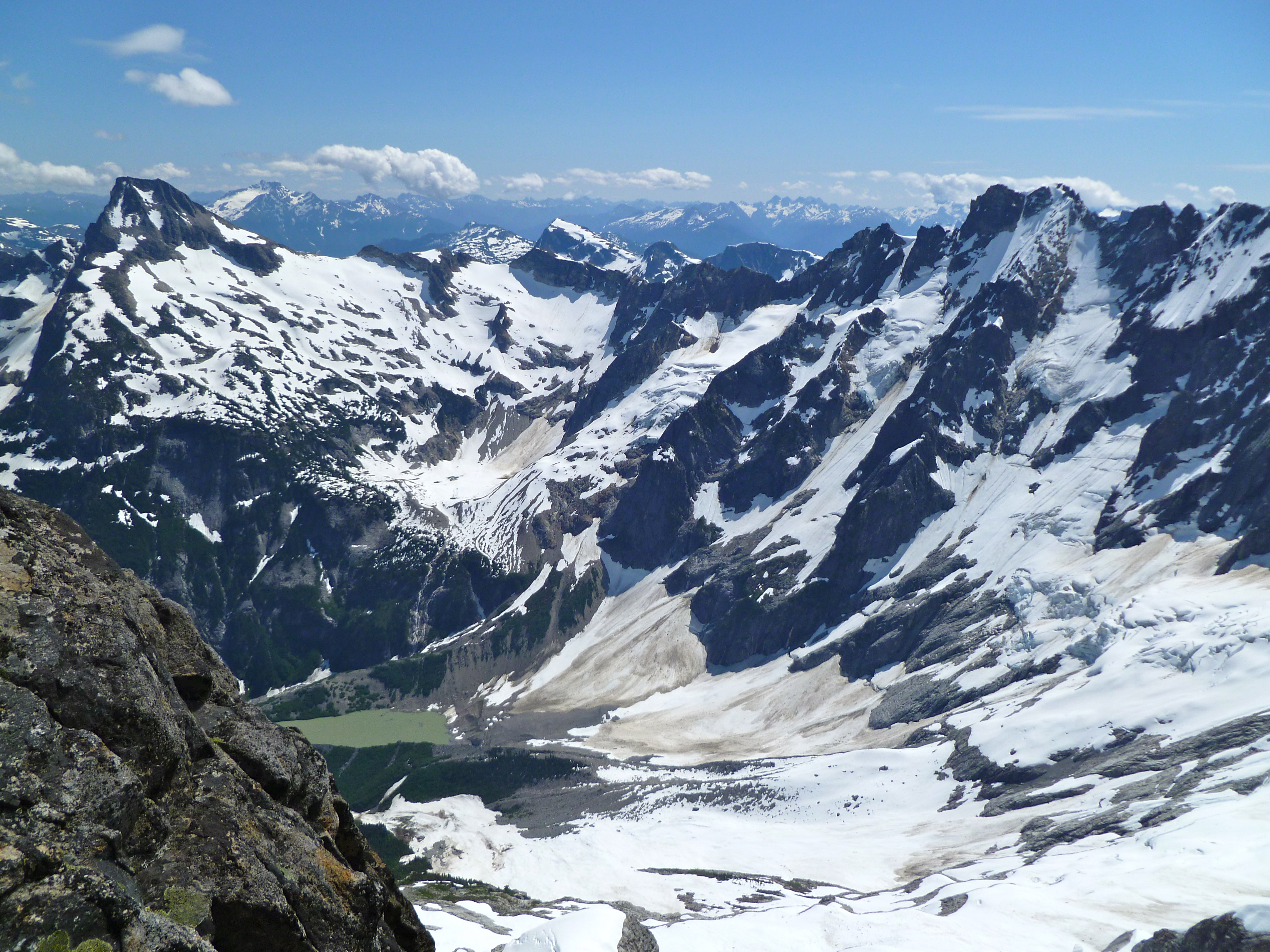
Die North Cascades gelten als am stärksten zerklüftete Bergkette in den Continental United States.

Der Fraser River und das an sein Südufer grenzende Tiefland bilden die nördliche und nordwestliche Grenze der Bergkette. Im Osten begrenzen der Okanogan River und der Columbia River die Kette in den Vereinigten Staaten, während die nordöstliche Grenze am Thompson River entlang über den Nicoamen River, den Lawless Creek, den Tulameen River und den Copper Creek bis zum Similkameen River verläuft. Im Westen werden die Ausläufer der Nördlichen Kaskaden durch eine schmale Küstenebene vom Puget Sound getrennt, außer entlang der Washington State Route 11 zwischen Bellingham und Mount Vernon, wo sie den Sund direkt erreichen.

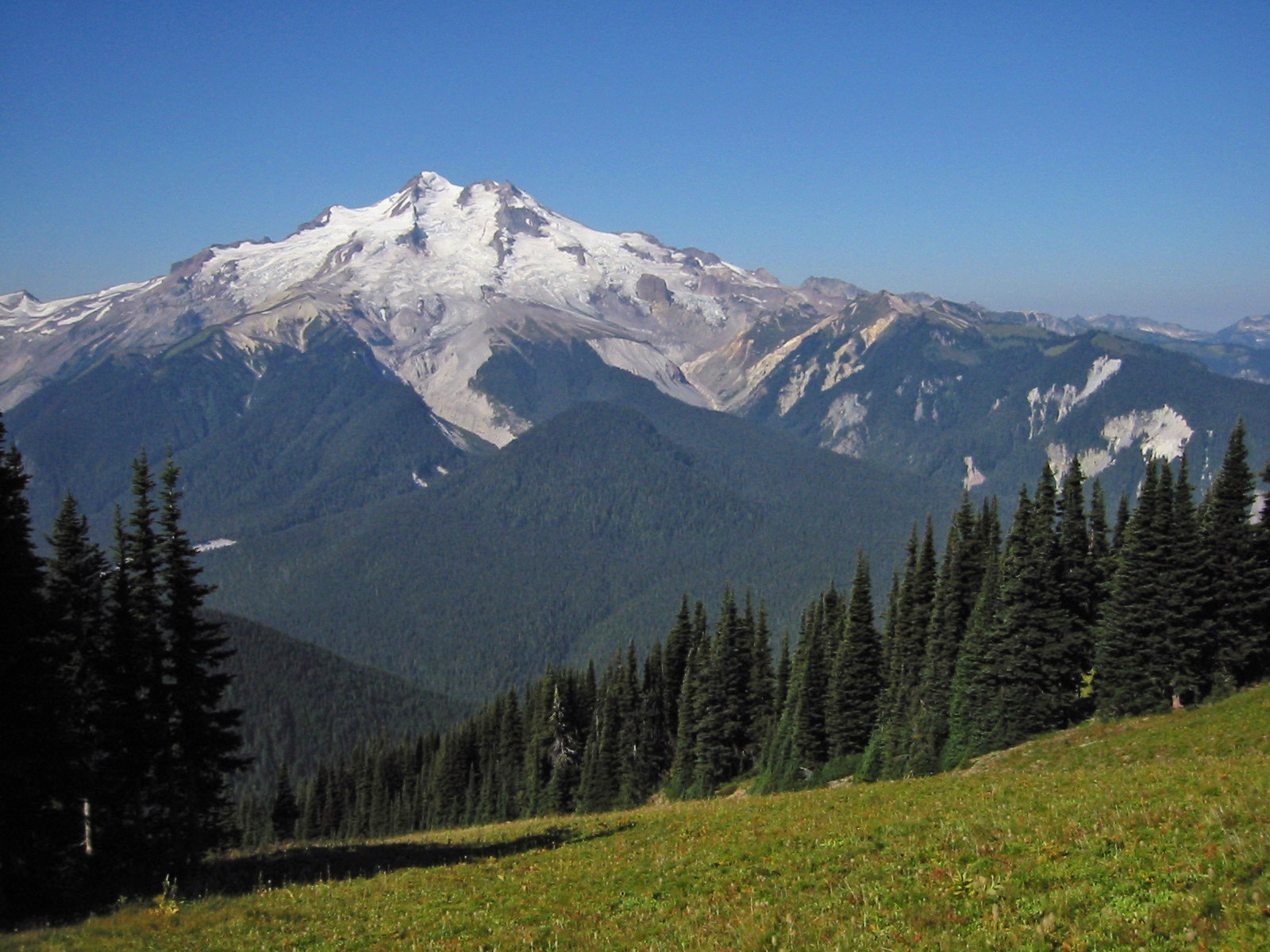
Der Glacier Peak ist das dominante Objekt im südlichen Teil der North Cascades.

Die südliche Grenze der North Cascades ist weniger gut definiert. Für diesen Artikel wird daher der U.S. Highway 2 als solche angenommen, welche über den Stevens Pass verläuft; äquivalent dazu können die Flussläufe des Skykomish River, des Nason Creek und des unteren Wenatchee River genommen werden. Dies folgt grob Fred Beckeys geologischer Einteilung im Cascade Alpine Guide. und der Definition von Peakbagger.com. Gelegentlich wird die südliche Grenze durch Snoqualmie Pass und die ungefähre Route der Interstate 90 bestimmt. Die Begriffe „North Cascades“ oder „nördliche Kaskaden“ werden auch für die gesamte Kaskadenkette nördlich des Columbia River benutzt.
Geologisch erstrecken sich die North Cascades südwärts bis jenseits des Stevens Pass und westwärts bis zur San Juan Islands. Über den Stellenwert der geologischen Übergänge zum Okanagan Highland in Osten und zum Interior Plateau und den Coast Mountains im Norden gibt es weniger Übereinstimmung.

### Klima
Das Klima in den North Cascades variiert abhängig von der geographischen und der Höhenlage enorm. Der Westhang der Kette ist feucht und kühl mit 1.500 … 6.400 Millimetern Jahresniederschlag. Dadurch wächst Gemäßigter Regenwald in den tiefer gelegenen Tälern, der sich in den höheren Lagen an den Berghängen und Gipfeln zu montanen und alpinen Vegetationsformen wandelt. Die Sommer sind vergleichsweise trocken, mit deutlich weniger Niederschlag als im Winter; gelegentlich treffen wärmere östliche und kühlere westliche Luftmassen über den Kaskaden aufeinander und erzeugen Gewitter, welche auch in die tiefer gelegenen Städte ziehen können. Der Osthang liegt im Regenschatten der Kette, so dass Wind und Feuchtigkeit aus dem Westen abgehalten werden und ihn deutlich trockener als den Westen macht; das Klima wird bis zu den östlichen Tieflagen zunehmend semiarid.:557–562:7 Wie in den meisten Gebirgen steigt die Niederschlagsmenge dramatisch mit der Höhenlage. Im Endeffekt führt das zu gewaltigen Schneefällen und zur Vergletscherung in den hochgelegenen North Cascades.
An den Osthängen und auf den Gebirgspässen können bemerkenswerte Mengen an Schnee fallen. Kalte arktische Luft kann von British Columbia aus südwärts durch das Okanogan River Valley in das schalenartige Becken östlich der Kaskaden fließen. Ein Cold-Air-Damming genanntes Phänomen bedingt, dass sich die arktische Kaltluft über dem Ostabhang der Kaskaden staut, namentlich in den tiefer gelegenen Pässen wie dem Snoqualmie Pass und dem Stevens Pass. Die milderen, vom Pazifik beeinflussten Luftmassen, die die Kaskaden ostwärts überqueren wollen, werden von diesem „Kaltluftdamm“ gezwungen aufzusteigen. Im Ergebnis fällt an den Pässen oft mehr Schnee als in den höheren Lagen. Dieser Effekt ermöglicht erst die relativ tief gelegenen Ski-Resorts am Snoqualmie Pass (etwa 910 m) und am Stevens Pass (etwa 1.200 m).

## Teilketten
- North Cascades
  - Skagit Range
    - Picket Range

  - Chuckanut Mountains
  - Entiat Mountains
  - Chelan Mountains

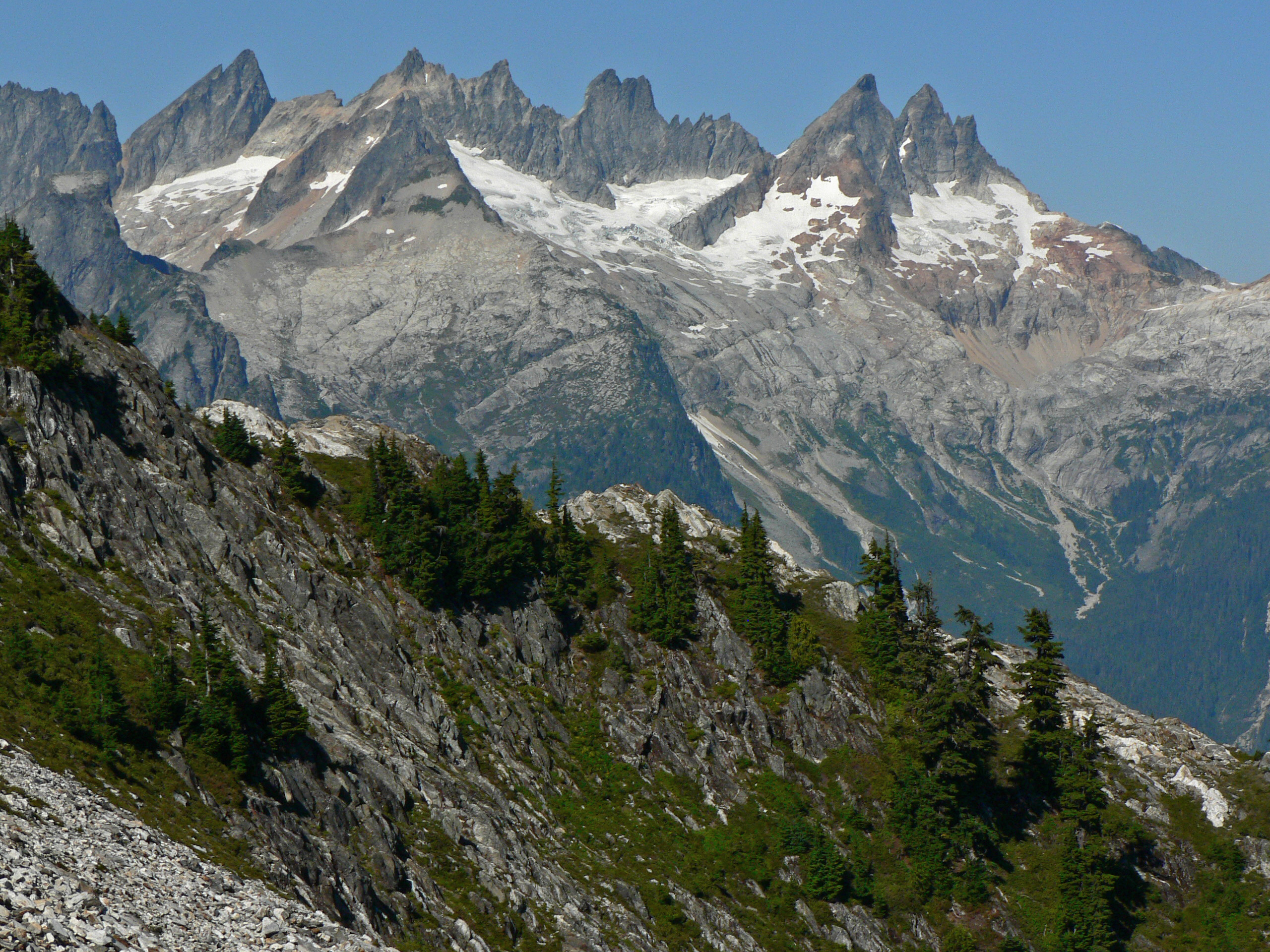
Die Picket Range, nördlich des Highway 20 gelegen, ist die am stärksten zerklüftete Teilkette der North Cascades.

  - Methow Mountains (auch Sawtooth Ridge genannt)
  - Skagit River Group
- Canadian Cascades
  - Skagit Range
    - Hope Mountains
    - Cheam Range

  - Hozameen Range
    - Bedded Range

  - Okanagan Range
  - Coquihalla Range (Name ist inoffiziell)
    - Llamoid Group (Name ist inoffiziell)
    - Anderson River Group (Name ist inoffiziell)

## Geologie
Der Hauptteil der North Cascades besteht aus „deformiertem und durch Metamorphose verändertem, strukturell komplexem prä-tertiärem Gestein“. Dieses entstammt verschiedenen Orten rund um den Globus: die Region ist aus mehreren („vielleicht zehn oder mehr“) verschiedenen Terranen verschiedenen Alters und Ursprungs aufgebaut.:10 Diese Terrane sind durch eine Serie von sehr alten Verwerfungen getrennt. Die wichtigste ist die Straight Creek Fault, welche in Nord-Süd-Richtung von Yale (British Columbia) über Hope, Marblemount bis hinunter zum Kachess Lake nahe dem Snoqualmie Pass verläuft. Es gibt Hinweise von bemerkenswerten Blattverschiebungen an dieser Verwerfung in der Vergangenheit, die durch Dutzende Meilen Entfernung getrennte ähnliche Gesteine beidseits der Verwerfung enthält. Es wird angenommen, dass dies mit der nordwärts gerichteten tektonischen Bewegung der Westküste relativ zum Rest des Kontinents in Beziehung steht.
Seit etwa 35 Mio. Jahren schiebt sich die Ozeanische Erdkruste des Pazifiks unter den Kontinentalrand, was die heutigen Vulkane sowie eine Reihe magmatischer Plutonite aus Diorit und Gabbro erzeugt hat.:519–520 Die gegenwärtige Hebung der Kaskadenkette begann vor etwa acht Millionen Jahren.:522

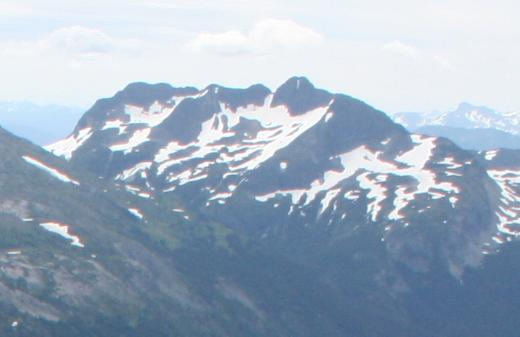
Nordflanke des Coquihalla Mountain

Ähnliche Gesteine wie in den North Cascades finden sich in der Umgebung des Mount-Meager-Massivs in den Coast Mountains, wo sie an das Stikinia-Terran der Omineca-Intermontan-Provinz grenzen, welches das Interior Plateau von British Columbia dominiert. Diese geologische Ähnlichkeit zwischen North Cascades und Coast Mountains führt zu einer ziemlich willkürlichen Grenze zwischen beiden.
In British Columbia ist die westliche geologische Grenze der North Cascades mit dem Fraser River definiert, welcher der Straight Creek Fault folgt, während in den Vereinigten Staaten die Westgrenze mit den Puget Lowlands anzugeben ist, obwohl auf den San Juan Islands signifikante Ausdehnungen nach Westen von in der Herkunft ähnlichen Gesteinen wie in den North Cascades gefunden werden können.
Als östliche geologische Grenze der North Cascades kann der Chewack-Pasayten-Bruch bezeichnet werden. Diese Verwerfung trennt den östlichsten Teil der North Cascades, den Methow-Terran, vom Quesnellia-Terran, der zum Omineca und zum Intermontane Belt gehört. Die Verwerfung trennt auch das Tal des Methow River, das Teil des Methow-Terrans ist, von der Okanagan Range, das zum Quesnellia-Terran gehört. Die Columbia River Basalt Group begrenzt die North Cascades nach Südosten.
Die südliche Grenze dessen, was geologisch als die North Cascades anzusehen ist, wird als die südliche Ausdehnungsgrenze der magmatischen und metamorphen Terrane verschieden lokalisiert; meist entweder nördlich des Snoqualmie-Passes, am Snoqualmie-Pass selbst oder am Naches-Pass an der White-River-Verwerfungszone.

### Gletscher

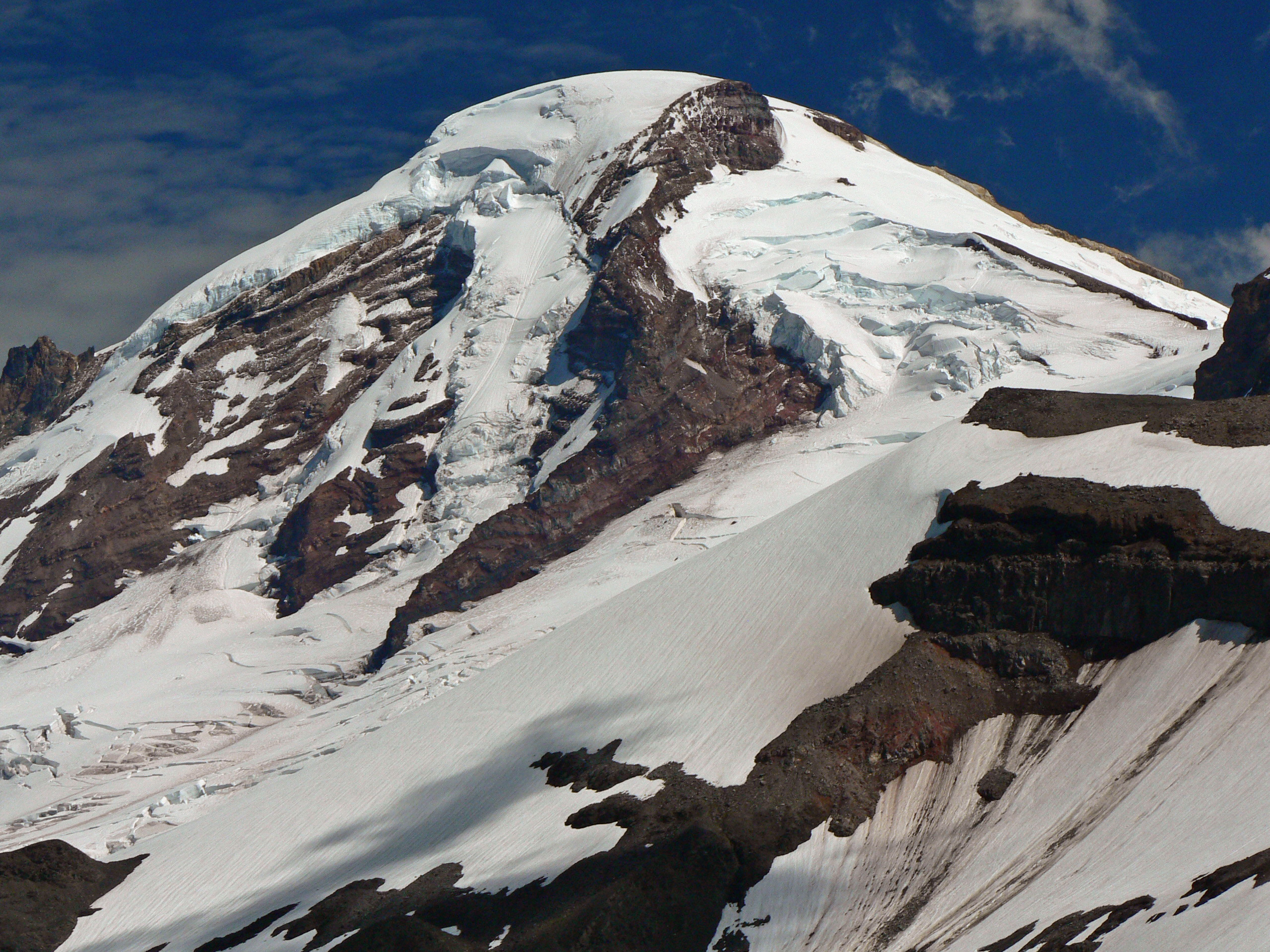
Mount Baker und der obere Coleman-Gletscher

Während alpine Gletscher ein Merkmal der Kaskadenkette insgesamt darstellen, gilt dies speziell für die North Cascades. Die Schichtvulkane (Mount Baker und Glacier Peak) sind die am offensichtlichsten vergletscherten Gipfel mit den größten Gletschern, aber auch viele der kleineren nichtvulkanischen Gipfel sind vergletschert. Zwischen 1900 und 1950 haben sich alle diese Gletscher zurückgezogen. Von 1950 bis 1975 haben sich viele, aber nicht alle Gletscher wieder ausgedehnt. Seit 1975 hat sich der Rückzug aller 107 seit 1992 beobachteten Gletscher beschleunigt. 2015 war ein besonders zerstörerisches Jahr für die Kaskaden-Gletscher, als ein geschätzter Massenverlust von fünf bis zehn Prozent beobachtet wurde, der größte jährliche Verlust in über 50 Jahren. Es gibt schätzungsweise 700 Gletscher in der Nördlichen Kaskadenkette, obwohl inzwischen einige verschwunden sind. Der Rückzug der Gletscher ist eine ernste Gefahr für die Wasserwirtschaftler der Region, da die Gletscher (und der winterliche Zuwachs an Schnee) einen großen Wasserspeicher bilden. Wenn Schnee und Eis im Sommer schmelzen, kompensiert das Schmelzwasser den saisonalen Rückgang der Niederschläge. Wenn die Gletscher schwinden, wird im Sommer weniger Abfluss produziert.
Die Kaskaden nördlich des Snoqualmie-Passes haben 756 Gletscher, die ein Gebiet von 270 Quadratkilometern bedecken. Zum Vergleich haben die kompletten Continental United States 1.100 Gletscher mit einer Fläche von 530 Quadratkilometern.

## Ökologie

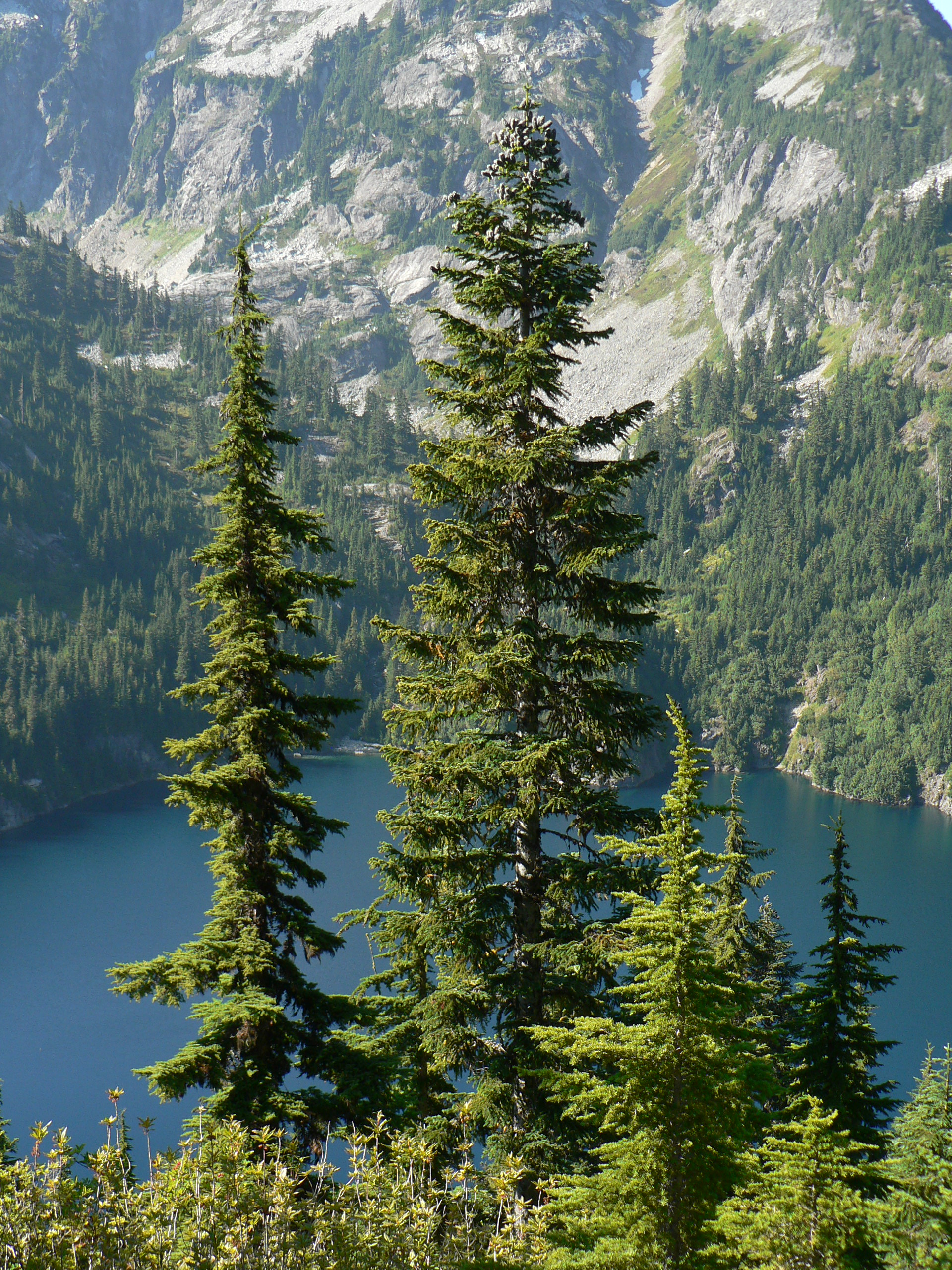
Felsengebirgs-Tanne und Berg-Hemlocktanne über dem Lower Thornton Lake

In den North Cascades kommen viele verschiedene Pflanzenarten vor. In der Kette wurden mehr als 1630 Gefäßpflanzen-Arten nachgewiesen. Es gibt acht verschiedene Vegetationszonen, die hunderten von Pflanzenarten ihre eigenen Lebensräume bieten. Wer die Kette von West nach Ost überquert, kreuzt eine Reihe von Ökoregionen, in denen es zunächst aufwärts geht und kühler wird, dann wärmer, schließlich trockener. Jede dieser Ökoregionen kann entweder durch einen Baum als Indikatorart beschrieben werden oder durch das Fehlen von Bäumen: Westamerikanische Hemlocktanne, Purpur-Tanne, die subalpine Berg-Hemlocktanne, alpine Matten, Felsengebirgs-Tanne und Küsten-Tanne / Gewöhnliche Douglasie.
Die Nördlichen Kaskaden sind auch Heimat diverser Tierarten wie Weißkopfseeadler, Wolf, Grizzlybär, Puma und Amerikanischen Schwarzbären. In der Kette sind mindestens 75 Säugetier- und 200 Vogelarten nachgewiesen, die entweder durchwandern oder hier heimisch sind. Es gibt gleichfalls 11 Fischarten auf der Westseite der Kaskaden. Beispiele für in den Kaskaden vorkommende Amphibien sind Polarkröte (Bufo boreas) und Rauhäutiger Gelbbauchmolch (Taricha granulosa).
Die Biodiversität des Gebiets ist durch den globalen Klimawandel und invasive Pflanzenarten bedroht. Die Invasoren verbreiten sich durch die Nutzung menschengemachter Strukturen wie Straßen und Wanderwege. Invasive Arten sind z. B. die Sparrige Flockenblume (Centaurea diffusa) und das Rohrglanzgras (Phalaris arundinacea).

## Geschichte

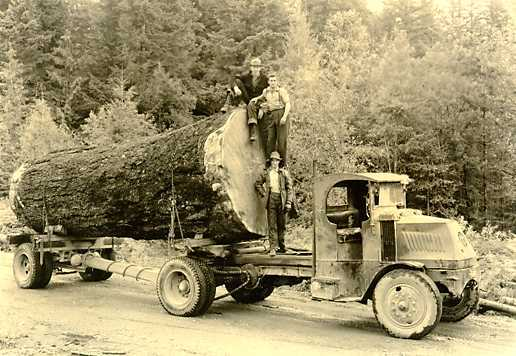
Großer gefällter Baum in den North Cascades, 1937

Auf der US-amerikanischen Seite der Grenze gehörten zu den frühen Bewohnern der North Cascades die Nooksack, die Lower Skagit, die Upper Skagit und die Sauk-Suiattle auf der Westseite sowie die Okanagan auf der Ostseite; die Nlaka'pamux des heutigen Kanada beanspruchten ein Jagdgebiet im Herzen der Kette, südwärts über die Grenze nach Washington hinweg. Die Stämme, die auf der kanadischen Seite der Grenze lebten und die Räume nutzten waren die Nlaka'pamux, die Stó:lō sowie die Upper Similkameen und die Lower Similkameen (beide zu den Okanagan gehörig). Eine heute ausgestorbene Gruppe – die Nicola – wohnten und jagten in dem Gebiet, das heute von den Similkameen besetzt ist. Viele der heutigen geographischen Namen in der Region stammen von Worten der verschiedenen Indianer-Sprachen ab, entweder durch Transliteration oder durch Übersetzung. Beckey merkt an, dass „viele Namen aus dem Chinook Wawa stammen und hauptsächlich vom United States Forest Service zwischen 1910 und 1940 vergeben wurden …“:141
Pelzhändler kamen in der ersten Hälfte des 19. Jahrhunderts in das Gebiet über Kanada oder über Astoria (Oregon) und den Columbia River. Einer der ersten war Alexander Ross von der North West Company, der die Kaskadenkette im Sommer 1814 überquerte, möglicherweise über den Cascade Pass.:203 Die Periode der Unsicherheit während der Auseinandersetzungen um das Oregon Country bahnte der folgenden Teilung des Gebiets entlang des 49. Breitengrades den Weg und führte zu einer Periode zaghafter Erkundung durch die U.S. Army und der gleichzeitigen gewaltsamen Unterwerfung der Indianerstämme auf der US-amerikanischen Seite der Grenze in der zweiten Hälfte des 19. Jahrhunderts. Mit der Teilung war die Hudson’s Bay Company gezwungen, eine Alternative für ihren älteren Brigade Trail über den Okanogan River zu suchen und eine neue Route über den nördlichen Grat der Canadian Cascades von Spuzzum aus in das Tal des Coldwater River aufzubauen, um Fort Langley am unteren Fraser River mit den nördlichen Vorposten in New Caledonia zu verbinden. Die Route erwies sich als nicht praktikabel und wurde bald wieder aufgegeben, aber weiter südlich gelegene Routen durch den heutigen Manning Provincial Park bildeten die Grundlagen für spätere Routen wie den Dewdney Trail und den modernen Crowsnest Highway über den Allison Pass. Später gab es eine ähnliche Route über den Coquihalla Pass für die südliche Haupttrasse der Kettle Valley Railway. Südlich der Grenze wurden mögliche Eisenbahn-Routen erkundet (von denen keine nördlich der schließlich über den Stevens Pass im Süden der North Cascades umgesetzten realisierbar war) und verschiedene Goldsucherpfade geschaffen.

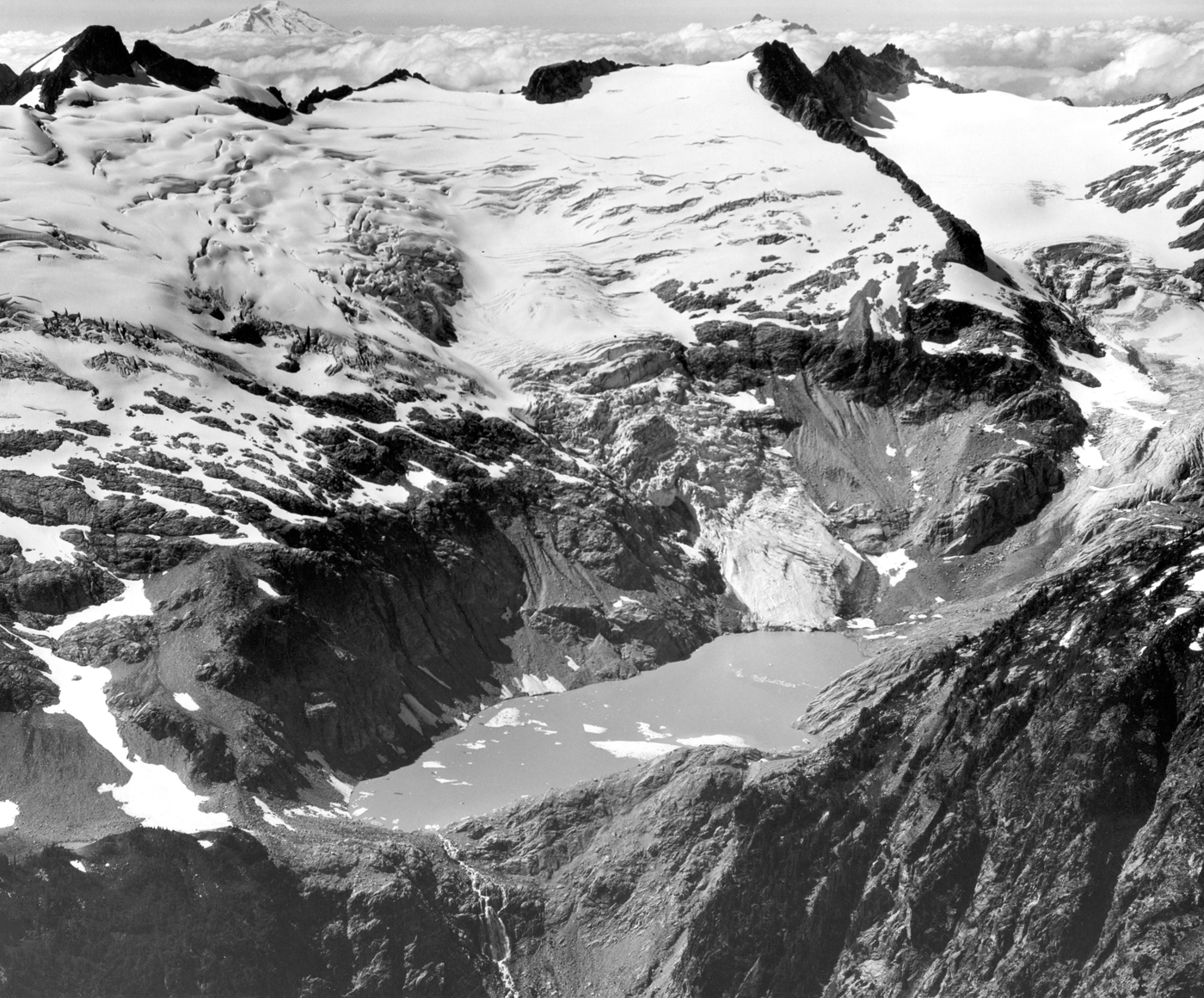
Der Klawatti-Gletscher im North Cascades National Park (1969)

Bergarbeiter dominierten die Erkundung und Entwicklung der Nördlichen Kaskaden von den 1880er Jahren bis ins frühe 20. Jahrhundert hinein. Die Minen um die Boomtown Monte Cristo im südlichen Teil der North Cascades produzierte zum Beispiel „zwischen einer und 2,7 Millionen US$ in Silber und Gold“.:27 Die Holden Mine auf der Ostseite des Hauptgrades produzierte 106.000 Tonnen Kupfer und mehr als 17 Tonnen Gold.:140 Die Entdeckung von Goldvorkommen durch US-amerikanische Prospektoren an der Mündung des Nicoamen River in den Thompson River an der Nordgrenze der Kette half, den Fraser-Canyon-Goldrausch von 1858 bis 1860 auszulösen, welcher wiederum die Colony of British Columbia veranlasste, der Deklaration der britischen Besitzungen nördlich des 49. Breitengrades zuzustimmen. Der Fraser-Rausch führte zu einer Erkundung der Kaskaden östlich des Canyons und im Tal des Similkameen River, wo von 1859 bis in die frühen 1860er Jahre ein kleinerer Run im Gebiet von Princeton und die Gründung von nicht-indigenen Städten (die auf denen der indigenen errichtet wurden) ausgelöst wurden, namentlich in Boston Bar, Lytton und Hope sowie Princeton selbst.
Die frühen Siedler erreichten die Ausläufer der North Cascades in der zweiten Hälfte des 19. Jahrhunderts und nutzten die Kaskaden in begrenztem Umfang als Quelle für Holz und Weideland. Die Kaskaden sind jedoch so zerklüftet, dass diese Form der Ausbeutung deutlich weniger dramatisch ausfiel als in sanfteren Landschaften.
Eine frühe Erholungsnutzung der Kaskaden begann mit lokalen Bergsteiger-Clubs wie den Mountaineers und den Mazamas. Auch diese Gruppen erkundeten die inneren Gebiete der Kette nicht vollständig; die höchsten Gipfel wurden bis zu den 1930er und 1940er Jahren nicht bezwungen. Erst in den 1970er Jahren waren die meisten der höchsten Gipfel in den inneren Gebieten erstiegen. Damit waren die Nördlichen Kaskaden eine der letzten eroberten Bergketten in den „Continental US“.

## Bergsteigen
Die North Cascades werden von Wanderern, Kletterern und Bergsteigern wegen der vielen  steilen, zerklüfteten Gipfeln über die ganze Kette hinweg oft „Amerikanische Alpen“ genannt. Die raue Gegend und das außergewöhnliche alpine Gelände machen die Kette zu einem erstklassigen Trainingsgelände für Bergsteiger.

## Weitere Quellen
- Fred Beckey: Cascade Alpine Guide. 2. Auflage. Band 3. The Mountaineers, 1995, ISBN 0-89886-152-7.